# Henry Bessemer
Henry Bessemer (19. ledna 1813, Charlton – 15. března 1898, Londýn) byl anglický vynálezce, jehož postup výroby oceli v takzvaném Bessemerově konvertoru znamenal revoluci v průmyslu. Byl autorem stovky dalších vynálezů, které na rozdíl od jiných vynálezců dokázal sám také podnikatelsky využít.

## Život

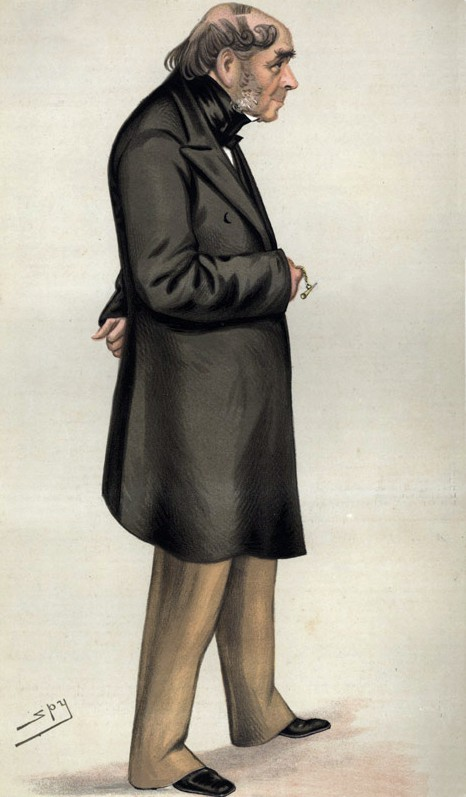
Henry Bessemer (1880)

Henry Bessemer se narodil 19. ledna 1813 v Charltonu, asi 50 km severně od Londýna. Jeho otec Anthony Bessemer se narodil v Londýně, ale v jednadvaceti letech odešel do Paříže, kde pro pařížskou mincovnu zkonstruoval kopírovací frézku na výrobu razidel z velkých plastických modelů. Za zdokonalení optického mikroskopu byl ve 26 letech přijat do Francouzské akademie věd, ale Francouzská revoluce jej donutila vrátit se zpět do Anglie. Vynalezl stroj na výrobu zlatých šperkových řetízků a vybudoval na ně úspěšnou továrnu, kde zprvu pracoval i syn Henry.

## Vynálezce
Henryho první úspěšný vynález byl stroj na výrobu bronzového prášku do „zlatých“ barev, který dokázal vyrábět čtyřicetkrát levněji než když se vyráběl ručně a dovážel z Norimberku. Když se v roce 1837 oženil, našel ve svém švagru schopného spolupracovníka. Najal dům v Londýně, v různých částech Anglie nechal vyrobit jednotlivé celky strojů, které smontoval a zařídil si vlastní výrobu. Celý proces držel v tajnosti 35 let a do budovy za celou tu dobu mělo přístup pouze 5 lidí, členů rodiny. Roku 1848 si dal patentovat proces kontinuální výroby plochého skla, ale neměl s ním úspěch. Zato získal bohaté zkušenosti s konstrukcí pecí, což pak bohatě využil.

### Bessemerův konvertor

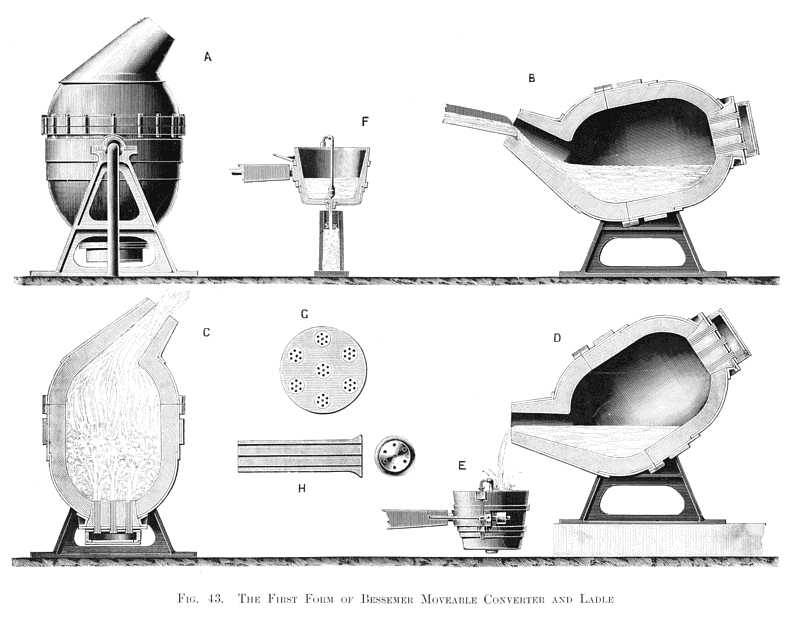
Bessemerův konvertor

Britská armáda hledala způsob, jak levněji vyrábět ocel pro děla. Až do Bessemerova vynálezu byla k dispozici pouze křehká a nespolehlivá litina, anebo pracně vyráběná svářková ocel. Řada litinových mostů se zřítila kvůli lomu jednotlivých součástí, podobně praskaly litinové kolejnice a litinová děla. Bessemer na problému pracoval v letech 1850-1855 a roku 1856 patentoval svůj konvertor a popsal jej v novinách. Hruškovitá sklopná nádoba obsahovala roztavené surové železo, kterým probublával vzduch. Tím se železo čistilo a zbavovalo nežádoucích příměsí, včetně přebytečného uhlíku. Při praktickém nasazení se ukázalo, že vzhledem k proměnlivému složení surového železa výsledky nejsou uspokojivé a Bessemer se rozhodl výrobu realizovat sám. Ve Sheffieldu vybudoval hutní závody, kde se uhlík nejprve téměř úplně vyloučil a dodatečně přidával v přesně určeném množství. Proces stál zlomek ceny dosavadních postupů a tak mohla ocel postupně nahradit litinu nejen při výrobě děl. „Bessemerování“ se už dnes sice neužívá, bylo však jedním z nejdůležitějších vynálezů v celé průmyslové revoluci.

### Další vynálezy

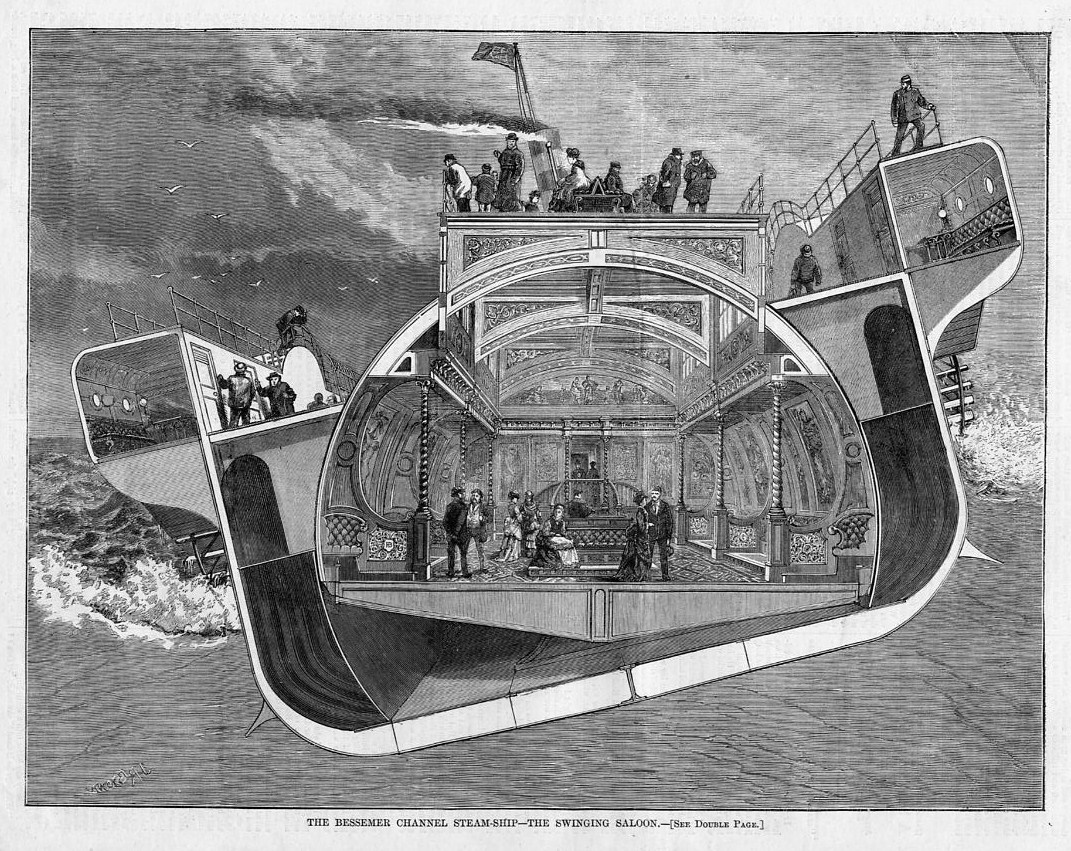
Uspořádání experimentálního plavidla SS Bessemer

Bessemer získal více než 129 patentů, od vojenských zbraní a děl přes razidla na plastické poštovní známky až po šroubový lis na cukrovou třtinu. Roku 1868 zkonstruoval loď SS Bessemer, jejíž kabina byla zavěšena tak, aby se ani při rozbouřeném moři nekývala a pasažéři netrpěli mořskou nemocí. Prototyp lodi však pobořil přístavní hráz a investoři ztratili zájem.

## Ocenění
Za své vynálezy získal řadu ocenění, roku 1879 se stal členem Královské společnosti a královna Viktorie ho povýšila do šlechtického stavu. Roku 1895 byl zvolen čestným členem American Academy of Arts and Sciences a jeho jméno nese osm amerických měst.